# Diocesi di Gummi di Proconsolare
La diocesi di Gummi di Proconsolare (in latino Dioecesis Gummitana in Proconsulari) è una sede soppressa e sede titolare della Chiesa cattolica.

## Storia
Gummi di Proconsolare, identificabile con Bordj-Cedria nell'odierna Tunisia, è un'antica sede episcopale della provincia romana dell'Africa Proconsolare, suffraganea dell'arcidiocesi di Cartagine.
Sono solo due i vescovi attribuiti alla sede di Gummi. Il cattolico Giovanni intervenne alla conferenza di Cartagine del 411, che vide riuniti assieme i vescovi cattolici e donatisti dell'Africa romana; in quell'occasione la sede non aveva vescovi donatisti. Sabiniano prese parte al concilio cartaginese del 525. Era vescovo di Gummi di Proconsolare «ille Gummitanus episcopus» menzionato in una lettera di papa Leone IX del 1053 e che rivendicava, contro l'arcivescovo Tommaso di Cartagine, il titolo di primate d'Africa.
Dal 1933 Gummi di Proconsolare è annoverata tra le sedi vescovili titolari della Chiesa cattolica; dal 5 dicembre 2009 il vescovo titolare è Markos Ghebremedhin, vicario apostolico di Gimma-Bonga.

## Cronotassi

### Vescovi
- Giovanni † (menzionato nel 411)
- Sabiniano † (menzionato nel 525)
- Anonimo † (menzionato nel 1053)

### Vescovi titolari
- Juan Moleón Andreu † (17 luglio 1967 - 20 settembre 1980 deceduto)
- Victor Alejandro Corral Mantilla (14 gennaio 1982 - 4 settembre 1987 nominato vescovo di Riobamba)
- Jesús Juárez Párraga, S.D.B. (16 aprile 1988 - 25 giugno 1994 nominato vescovo di El Alto)
- Horacio del Carmen Valenzuela Abarca (11 marzo 1995 - 12 dicembre 1996 nominato vescovo di Talca)
- Juan de la Caridad García Rodríguez (15 marzo 1997 - 10 giugno 2002 nominato arcivescovo di Camagüey)
- Jacinto Inácio Flach (12 novembre 2003 - 16 settembre 2009 nominato vescovo di Criciúma)
- Markos Ghebremedhin, C.M., dal 5 dicembre 2009